# Рудник (гміна, Рациборський повіт)
Гміна Рудник (пол. Gmina Rudnik) — сільська гміна у південній Польщі. Належить до Рациборського повіту Сілезького воєводства.
Станом на 31 грудня 2011 у гміні проживало 5165 осіб.

## Територія
Згідно з даними за 2007 рік площа гміни становила 73.94 км², у тому числі:
- орні землі: 85.00%
- ліси: 7.00%

Таким чином, площа гміни становить 13.59% площі повіту.

## Населення
Станом на 31 грудня 2011:
| Опис     | Загалом | Загалом | Чоловіки | Чоловіки | Жінки | Жінки |
| -------- | ------- | ------- | -------- | -------- | ----- | ----- |
| одиниця  | осіб    | %       | осіб     | %        | осіб  | %     |
| все      | 5165    | 100     | 2501     | 48.42    | 2664  | 51.58 |
| міське   | 0       | 100     | 0        |          | 0     |       |
| сільське | 5165    | 100     | 2501     | 48.42    | 2664  | 51.58 |

## Сусідні гміни
Гміна Рудник межує з такими гмінами: Баборув, Кузня-Рациборська, Нендза, Петровіце-Вельке, Польська Церекев, Рацибуж, Цисек.